# Phallodriloides
Phallodriloides är ett släkte av ringmaskar. Phallodriloides ingår i familjen glattmaskar.
Kladogram enligt Catalogue of Life:
| Phallodriloides | \| \| Phallodriloides exiguus \| \| \| \| \| \| Phallodriloides lobatus \| \| \| \| \| \| Phallodriloides macmasterae \| \| \| \| \| \| Phallodriloides pinnularis \| \| \| \| \| \| Phallodriloides singularis \| \| \| \| |
|                 | \| \| Phallodriloides exiguus \| \| \| \| \| \| Phallodriloides lobatus \| \| \| \| \| \| Phallodriloides macmasterae \| \| \| \| \| \| Phallodriloides pinnularis \| \| \| \| \| \| Phallodriloides singularis \| \| \| \| |
|                 | Phallodriloides exiguus |
|                 | |
|                 | Phallodriloides lobatus |
|                 | |
|                 | Phallodriloides macmasterae |
|                 | |
|                 | Phallodriloides pinnularis |
|                 | |
|                 | Phallodriloides singularis |
|                 | |